# Zaha Hadid

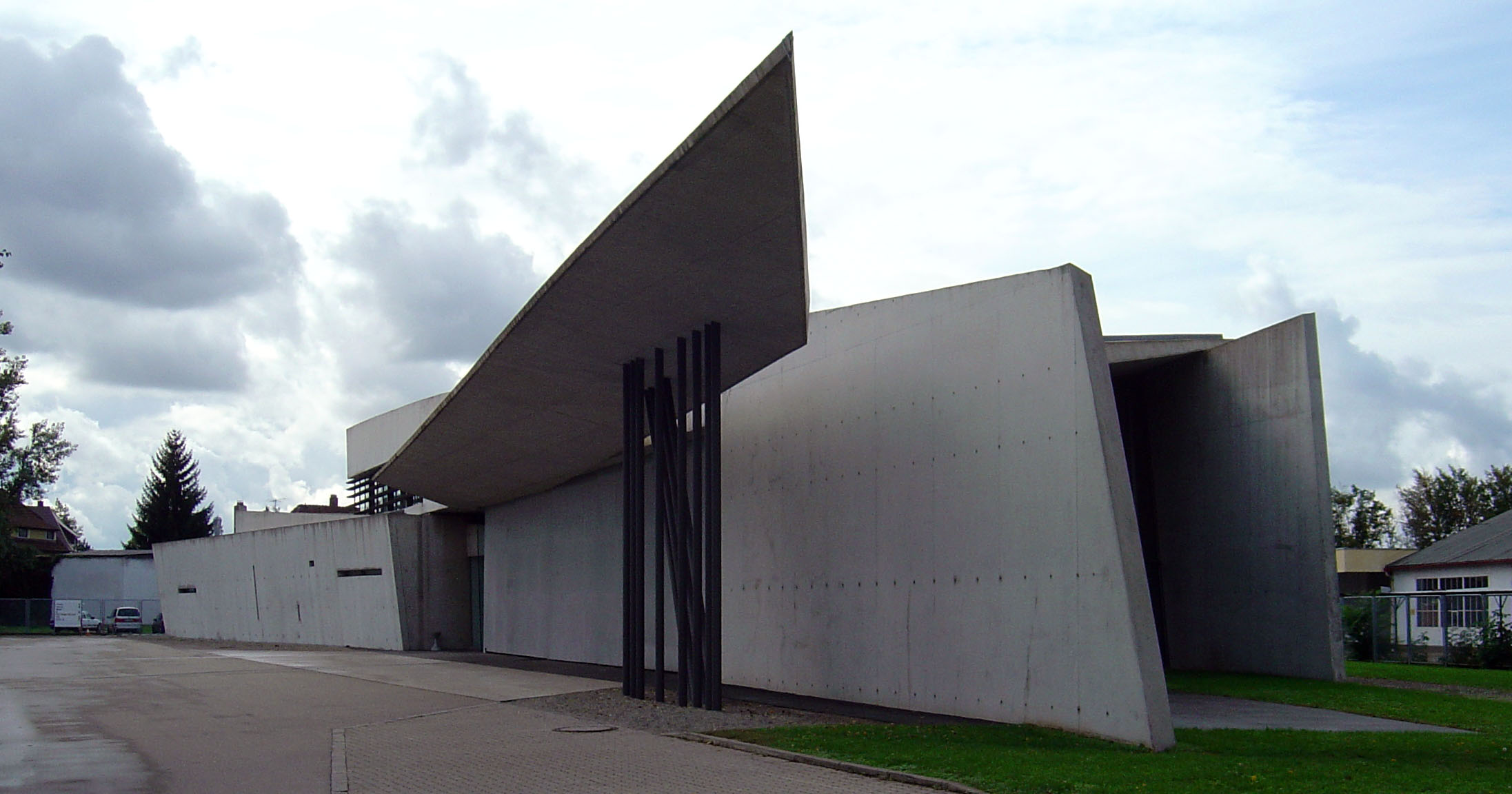
Edificio de bomberos para la fábrica de Vitra en Weil am Rhein (Alemania), 1993.

Zaha Hadid (en árabe: زها حديد) (Bagdad, 31 de octubre de 1950-Miami Beach, 31 de marzo de 2016) fue una arquitecta iraquí, procedente de la corriente del deconstructivismo. 
Su pionera visión redefinió la arquitectura del siglo XXI. Sus proyectos cambiaron las nociones arquitectónicas establecidas hasta el momento, ya que muchos de éstos no habían sido realizados previamente en las formas y materiales que ella sí consiguió realizar, combinando un inquebrantable optimismo por el futuro con una innovación en el diseño, los materiales y las construcciones en general.
Zaha Hadid ha sido la única mujer que ha llegado a este gran cenáculo de la arquitectura mundial. La primera y única mujer que precisamente, ha ganado el Pritzker, considerado el premio más importante de la arquitectura, que se otorga desde 1979, y ella lo recibió en 2004.

## Biografía
Nació en Bagdad, Irak, el 31 de octubre de 1950 en una familia de clase alta árabe suní. Su padre Muhammad Hadid era un industrial acaudalado de Mosul que fundó el grupo al-Ahali en 1932, situado en la izquierda liberal. Posteriormente, fue vicepresidente del Partido Nacional Democrático entre 1946 y 1960 y ocupó el puesto de ministro de Finanzas en el gobierno del general Abd al-Karim Qasim después del golpe de Estado de 1958. La madre de Zaha Hadid, Wajiha al-Sabunji, también provenía de una familia adinerada de Mosul.
Zaha fue educada en Bagdad, en una escuela regentada por monjas católicas francesas, y continuó parte de su educación secundaria en Suiza y Gran Bretaña. Regresó a Oriente Medio para estudiar Matemáticas en la Universidad Americana de Beirut entre 1968 y 1971. Después de obtener su título regresó a Londres para estudiar en la Architectural Association de Londres donde obtuvo su diploma en 1977. En la AA fue alumna de Rem Koolhaas y de Elia Zenghelis, de los que posteriormente sería socia en Office for Metropolitan Architecture. En 1979, estableció su propio estudio en Londres. También dio clases hasta 1987 en la Architectural Association. En 1979 funda en Londres el grupo Zaha Hadid Architects (ZHA).
«A pesar de nacer en una familia acomodada y no tener dificultad económica, se ha encontrado con ciertos obstáculos solo por su condición de mujer, árabe, extranjera y por su peculiar y novedosa mentalidad. A pesar de ello ha sabido superarlos con creces, apoyándose siempre en su capacidad de ser libre y poder hacer lo que ella quisiera.»
Falleció el 31 de marzo de 2016 a la edad de sesenta y cinco años a causa de un ataque cardíaco en el Mount Sinai Medical Center de Miami Beach, donde estaba siendo tratada por una bronquitis.

## Su obra

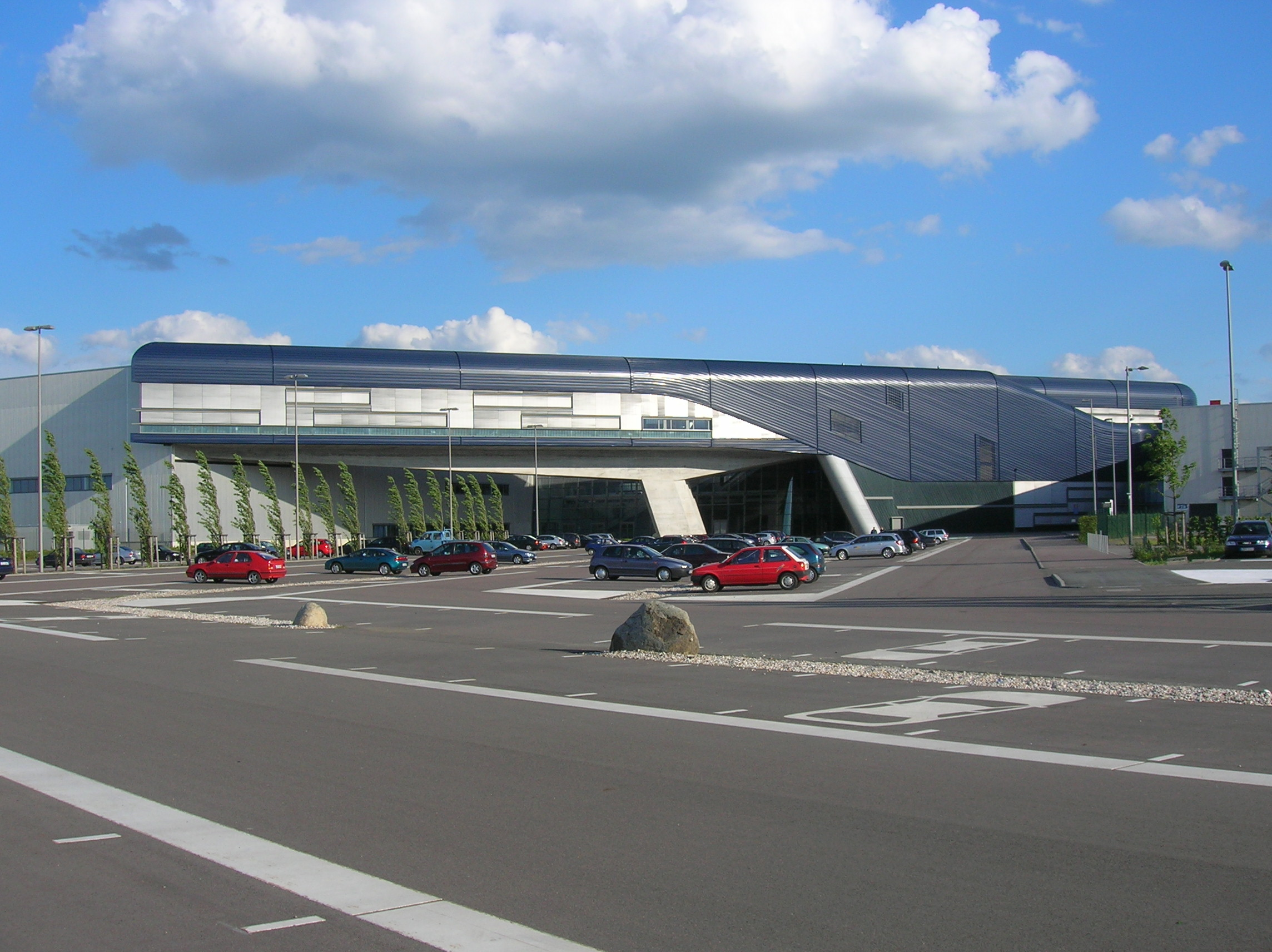
Edificio central de la fábrica de BMW en Leipzig.

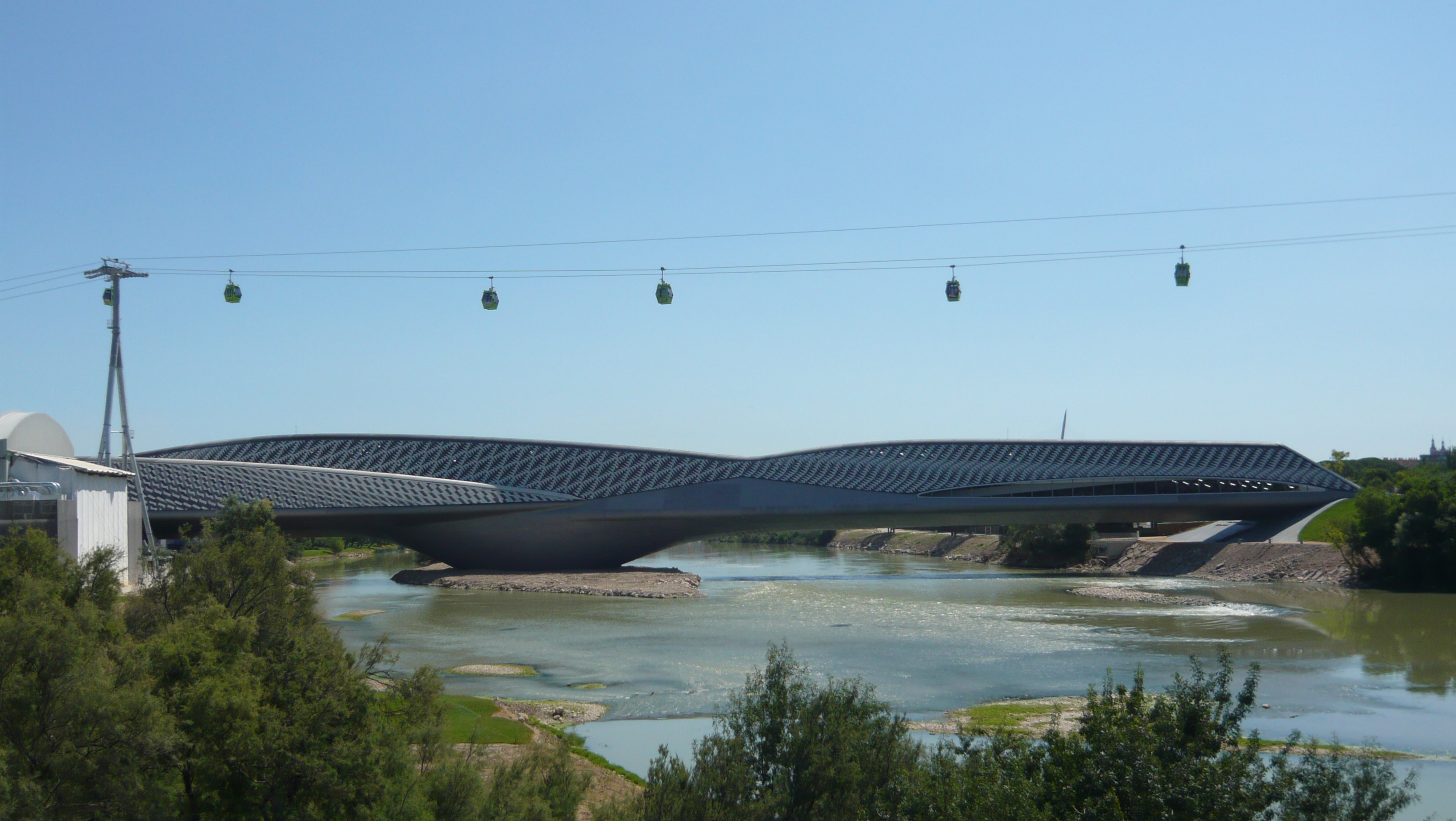
Pabellón Puente sobre el río Ebro en Zaragoza.

Gran parte de su trabajo fue de carácter conceptual, sus bosquejos buscaban la "abstracción artística", buscaban explorar y experimentar con las geometrías, con los espacios, con las emociones del usuario. El dibujo le daba la libertad para explorar conceptos que luego aplicaría al diseño arquitectónico formal.
Entre los proyectos construidos, podemos mencionar:
- Estación de Bomberos Vitra (1993), Weil am Rhein, Alemania
- Centro de Arte Contemporáneo Rosenthal (1998), Cincinnati, Ohio
- Terminal y aparcamiento Hoenheim-North (2001), Estrasburgo, Francia
- Plataforma de saltos de esquí Bergisel (2002), Innsbruck, Austria
- Anexo Ordrupgård (2005), Copenhague, Dinamarca
- Centro de Ciencia Phaeno (2005), Wolfsburgo, Alemania
- (Teleférico) Nordkettenbahn, Innsbruck, Austria
- Centro BMW (2005), Leipzig, Alemania
- Pabellón Puente de la Exposición Internacional Zaragoza 2008 (2008), Zaragoza, España
- Centro acuático de Londres (2012), Inglaterra
- Aeropuerto Internacional de Pekín-Daxing (2014), Pekín-Hebei, China

También llevó a cabo algunos trabajos de alto perfil, en lo que se refiere a diseño de interiores, incluyendo Mind Zone en el Domo del Milenio de Londres. 
Ganó numerosos concursos internacionales, sin embargo, muchos de sus diseños no se construyeron nunca. Hadid pasó a ser conocida por algunos medios como “la arquitecta de papel”, ya que muchos de sus diseños en esta época no llegaron a realizarse. Aun así, los proyectos de Hadid eran expuestos en prestigiosos museos incluso sin ser llevados a cabo, por lo que la importancia de la autora en las décadas de los 80 y 90 era ya más que notable. Entre tales situaciones se señalan: The Peak Club, Hong Kong (1983) y la Casa de la Ópera de la Bahía de Cardiff en Gales (1994).
El diseño de The Peak Club, un “rascacielos horizontal”, impresionó a los jueces por su agresividad geométrica, dando una impresión de fragmentación y movimiento al mismo tiempo. Diseños como éste la llevan a ser la mayor referencia de la arquitectura deconstructivista, realizando importantes exposiciones como la del Museum of Modern Art de Nueva York.
Su primer gran proyecto que se llegó a construir fue la Estación de Bomberos Vitra en Weil am Rheim (Alemania), construida entre 1989 y 1993. La forma de esta estación recuerda a la de un pájaro alzando el vuelo. En esta época, también realiza otro proyecto en Alemania, esta vez para el IBA Housing de Berlín.
En 2002, ganó el concurso para llevar a cabo el plan maestro de Singapur, llamado one-north. En 2005, también ganó el concurso para el nuevo casino de la ciudad de Basilea, Suiza.
En 2004, Zaha Hadid tuvo el honor de ser la primera mujer en recibir el Premio Pritzker. Anteriormente, había obtenido la Orden del Imperio Británico por servicios a la arquitectura. Era miembro del grupo editorial de la Encyclopædia Britannica.
En 2005 ganó el concurso para la construcción del Pabellón Puente de la Exposición Internacional 2008 de Zaragoza, llegando así su influencia a España a través de la EXPO. Este puente hecho de fibra de vidrio reforzado con hormigón, cruza el Río Ebro con sus 280 metros de longitud.
En septiembre de 2011, Zaha Hadid diseñó la pasarela y escenografía para el desfile de indumentaria femenina de la famosa casa de modas Chanel, con motivo de la celebración de la Semana de la Moda de París. Karl Lagerfeld, el director creativo de la marca, solicitó a la arquitecta para que ella representara a través de su creación, la inspiración náutica de un mundo submarino para el lanzamiento de la colección primavera-verano 2012 de Chanel.
En España tiene tres obras construidas: el pabellón puente de Zaragoza, el edificio anexo a las bodegas Viña Tondonia en Haro (La Rioja) y la estación de Euskotren en Durango (Vizcaya).
En el momento de su fallecimiento estaba trabajando en la renovación y reestructuración de Zorrozaurre, un barrio de Bilbao, convertido en isla, así como de Olabeaga, otro barrio de la misma ciudad separado del anterior por la ría de Bilbao. En 2003, Hadid recibió el encargo del Ayuntamiento de Bilbao y se mostró impresionada por la ambición por la mejora urbanística de la ciudad. El plan urbanístico inicial preveía la construcción de doce puentes que conectarán la isla. Las obras estaban proyectadas para minimizar el riesgo de desbordamiento de la ría de Bilbao.
En Barcelona, se inició la construcción del edificio Spiraling Tower. Hadid en persona puso la primera piedra el 14 de julio de 2009, pero el edificio no fue terminado debido a la crisis económica.
En 2008, se inició la construcción de su proyecto de la Biblioteca Central de la Universidad de Sevilla. Durante la construcción las obras se vieron detenidas por la reclamación interpuesta por un grupo de vecinos ante el Tribunal Superior de Andalucía que anuló parte de las mismas, al considerar que éstas invadían parte del Prado de San Sebastián, una zona verde de la ciudad hispalense que el tribunal consideró que no eran urbanizables. Finalmente, el proyecto se canceló por orden judicial.
En 2010 se lleva a cabo el proyecto de la Ópera en Guangzhou (China), que costó alrededor de 130 millones de libras. Es una de las óperas más atrevidas y rompedoras del mundo incluso actualmente. La propia Hadid lo describió como “piedrecitas en una suave corriente que estaban siendo erosionadas”, ya que el edificio se encuentra próximo al río Perla. Sin embargo, esta erosión llegó a ser demasiado fuerte ya que poco más de un año después de su construcción, algunos de estos paneles metálicos empezaron a caerse.
2012 fue un gran año para Zaha Hadid y por tanto su compañía. Uno de los complejos construidos fue el Centro Acuático de Londres, con capacidad para 2500 espectadores y un costo de 269 millones de libras. Como podremos observar en años posteriores, las construcciones de carácter deportivo serán bastante comunes para el grupo Zaha Hadid Architects. Otro edificio construido en 2012 fue el centro cultural Heydar Aliyev en Bakú, Azerbaiyán. Funciona como museo y espacio multidisciplinar para otras actividades culturales. Costó unos 250 millones de dólares. Sin embargo, la construcción de este centro levantó cierta polémica debido a la gentrificación que supuso en la zona en la que se desarrolló el proyecto, donde muchos azerbaiyanos de clase media y baja se vieron obligados a abandonar sus hogares. También en ese mismo año se terminó el proyecto Galaxy SOHO en Pekín, que había comenzado a llevarse a cabo en 2009. Es un complejo de tres edificios con un cañón central hueco. La propia Zaha Hadid lo describió como “una reinvención del patio chino clásico que genera una experiencia inmersiva y envolvente en el corazón de Pekín”. 

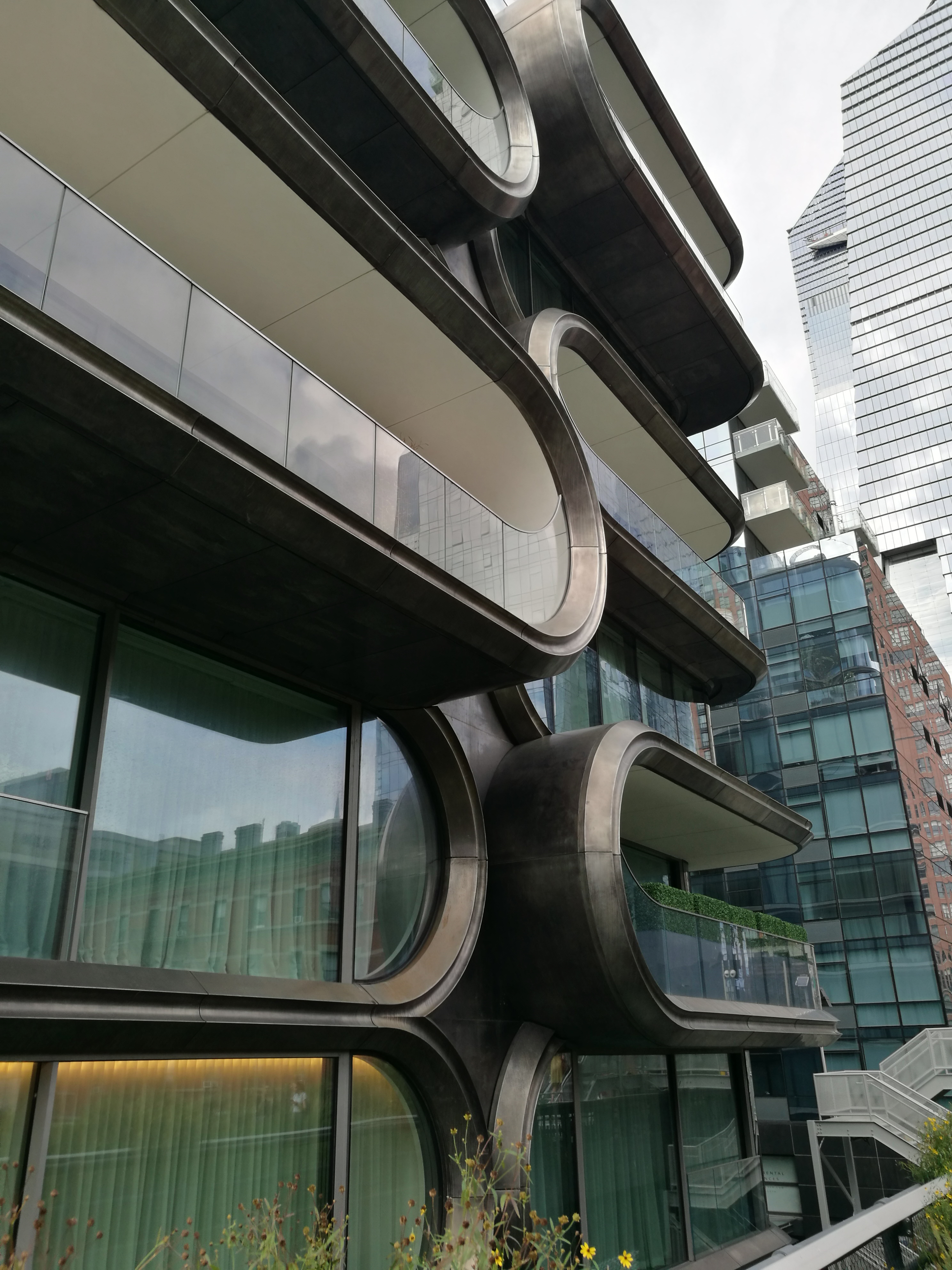
Zaha Hadid Building (New York)

Uno de los últimos proyectos diseñados por la arquitecta es el 520 West 28th Street, también conocido como Zaha Hadid Building, situado en el barrio neoyorkino de Chelsea, en la isla de Manhattan, junto al parque elevado del High Line. El proyecto fue presentado en 2013, tres años antes del fallecimiento de Hadid. El edificio residencial muestra el estilo inconfundible de la arquitecta, con una estructura en forma de L y una fachada que se ha convertido en un icono de la ciudad con sus grandes ventanales de forma oblicua. Fue su único proyecto residencial en la ciudad, y una de sus últimas obras realizadas antes de su fallecimiento, aunque el estudio fundado por la arquitecta ha continuado con nuevos proyectos en Manhattan.
Su interés en el diseño fue más allá de la arquitectura al realizar diseños de interiores, mobiliario, indumentaria y diferentes objetos de consumo en asociación con otras marcas como Bulgari, Alessi, Melissa, Lacoste o Adidas.
Obras de Hadid se encuentran en las colecciones permanentes del MoMA en Nueva York, el MoMA en San Francisco y el Deutsches Architektur Museum en Frankfurt, entre otras instituciones.

## Premios y distinciones
- 1994: Premio de arquitectura Erich Schelling
- 2001: Equerre d'argent Prize, special mention[17]
- 2002: Austrian State Prize for Architecture por Bergiselschanze
- 2003: Premio de Arquitectura Contemporánea de la Unión Europea – Premio Mies van der Rohe, por la terminal del Strasbourg tramway y aparcamiento en Hoenheim, Francia
- 2004: Premio Pritzker, siendo la primera mujer en conseguir este premio.[12]
- 2005: Integra la Royal Academy of Arts
- 2005: Austrian Decoration for Science and Art[18]
- 2005: German Architecture Prize por el edificio central de la planta BMW en Leipzig
- 2005: Designer of the Year Award por Design Miami
- 2005: RIBA European Award por BMW Central Building[19]
- 2006: RIBA European Award por Phaeno Science Centre[20]
- 2007: Thomas Jefferson Medal in Architecture
- 2008: RIBA European Award por Nordpark Cable Railway[20]
- 2009: Praemium Imperiale.[21]
- 2010: Premio Stirling (RIBA) por MAXXI[22]
- 2011: Premio Stirling (RIBA)
- 2012: Comandante de la División Civil de la Orden del Imperio Británico (CBE) For services to Architecture
- 2012: Premio Jane Drew por "su contribución excepcional al status de las mujeres en arquitectura."[23]
- 2012: Miembro del jurado para la concesión del Pritzker Prize a Wang Shu en Los Ángeles,
- 2013: 41.º Ganador del Veuve Clicquot UK Business Woman Award[24]
- 2013: Elegida miembro internacional de la American Philosophical Society[25]
- 2016: Royal Gold Medal (RIBA)
- Fue miembro del consejo editorial de la Enciclopedia Británica.[26]
- El 31 de mayo de 2017, Google la celebró con un doodle, señalando que «hoy celebramos las contribuciones al mundo de la arquitectura hechas durante el curso de su vida por la Dama Zaha Hadid», conmemorando la fecha de 2004[27] en la que, como la primera mujer e iraquí en lograrlo, le fue concedido el premio Pritzker de Arquitectura, el que a menudo es referido como el premio Nobel de la Arquitectura.

## Proyectos y obras
| Imagen | Año       | Nombre                                                       | Localización                  | País           | Estatus               | Descripción |
| ------ | --------- | ------------------------------------------------------------ | ----------------------------- | -------------- | --------------------- | --- |
|        | 1976–1977 | Malevich's Tektonik                                          | Londres                       | Reino Unido    | No realizado          | Proyecto de diseño de cuarto año de estudiante para un hotel en el puente Hungerford sobre el río Támesis.: 16 |
|        | 1977–1978 | Museo del Siglo XIX                                          | Londres                       | Reino Unido    | No realizado          | Tesis de diseño de quinto año de estudiantes; "Uno de mis primeros proyectos ideológicos y conjeturales".: 17 |
|        | 1978–1979 | Ampliación del Parlamento holandés                           | La Haya                       | Países Bajos   | No realizado          | Ampliación del complejo Binnenhof para alojamiento parlamentario.Con Rem Koolhaas y Elia Zenghelis.: 17 |
|        | 1979–1980 | Residencia del primer ministro irlandés                      | Dublín, Phoenix Park          | Irlanda        | No realizado          | Residencia y sala de eventos de estado para Taoiseach. "El objetivo era crear una ingravidez, la libertad del estrés de la vida pública.": 18 |
|        | 1981–1982 | 59 Eaton Place                                               | Londres                       | Reino Unido    | No realizado          | Renovación de una casa de ciudad del cambio de siglo la ciudad.: 19 Hadid recibió la Gold Medal for Architectural Design, British Architecture por este diseño. |
|        | 1982–1983 | Parc de la Villette                                          | París                         | Francia        | No realizado          | Diseño de un parque con instalaciones públicasdedicadas a la ciencia y la música y situados fuera del centro de París.: 19 El proyecto de Bernard Tschumi finalmente ganó el concurso. |
|        | 1982–1983 | The Peak                                                     | Hong Kong, Victoria Peak      | Hong Kong      | No realizado          | Propuesta para rediseñar el Peak con un complejo coronado con acantilados que se caracteriza por una "geología suprematista".: 20 El proyecto ganó el primer premio del concurso internacional, en parte debido a los dibujos y pinturas espectaculares de Hadid, y catapultó a Hadid a la fama internacional. Nunca se ha ejecutado a causa de complicaciones relacionadas con el retorno de Hong Kong a China. |
|        | 1985      | Grand Buildings                                              | Londres, Trafalgar Square     | Reino Unido    | No realizado          | Rediseño de Trafalgar Square y de los edificios a su alrededor con torres que ''parecen mutar a partir de fragmentos que penetran en la superficie de la plaza en una sola masa sólida''.: 25 |
|        | 1985      | Melbury Court                                                | Londres                       | Reino Unido    | No realizado          | Rediseño de un pequeño apartamento con el objetivo de "explotar las salas rígidas" y disponer muebles sobre pistas o pivotes para su flexibilidad.: 28 |
|        | 1985-1986 | 24 Cathcart Road                                             | Londres                       | Reino Unido    |                       | [ 33 ] |
|        | 1986      | Hamburg Docklands                                            | Hamburgo                      | Alemania       | No realizado          | Masterplan para la reurbanización de la zona del puerto de Hamburgo, sobre todo la Speicherstadt.: 32 |
|        | 1986      | Kurfürstendamm 70                                            | Berlín                        | Alemania       | No realizado          | Edificio de oficinas en un terreno muy estrecho (2.7 × 16 metros).: 34 |
|        | 1986–1993 | IBA housing                                                  | Berlín, Stresemannstraße 109. | Alemania       | Construido            | Desarrollo de viviendas de 3 plantas con una torre de 8 pisos revestida de metal en forma de cuña para la Internationale Bauausstellung. Este, junto con la estación de bomberos de Vitra, fue el primer proyecto realizado de Hadid. |
|        | 1986      | Azabu-Jyuban                                                 | Tokio, Azabu Juban            | Japón          | No realizado          | Desarrollo comercial en un «sitio estrecho en un cañón de edificios al azar cerca del distrito Roppongi».: 42 |
|        | 1986      | Tomigaya                                                     | Tokio, Azabu Juban            | Japón          | No realizado          | Pequeño proyecto de uso mixto relacionado con el proyecto de Azabu-Jyuban, que presenta un pabellón de vidrio angular elevado como su pieza central.: 43 |
|        | 1987      | West Hollywood Civic Centre                                  | Los Ángeles, Azabu Juban      | Estados Unidos | No realizado          | Diseño para un centro cívico en un ''entorno relativamente libre de contexto'', permitiendo que los objetos floten e interactúen de una manera que solo es posible en espacios abiertos.: 44 |
|        | 1988      | Al Wahda Sports Centre                                       | Abu Dhabi                     | EAU            | No realizado          | |
|        | 1988      | Berlín 2000                                                  | Berlín                        | Alemania       | No realizado          | Plano maestro urbano para un Berlín sin el Muro de Berlín, encargado un año antes de la caída del Muro.: 47 |
|        | 1988      | Victoria City Areal                                          | Berlín                        | Alemania       | No realizado          | Diseño para un redesarrollo para un espacio cruciforme en Kurfürstendamm, visualizando una ''losa doblada'' de un hotel que se cierne sobre la calle.: 49 |
|        | 1989      | A New Barcelona                                              | Barcelona                     | España         | No realizado          | Proyecto de una ''nueva geometría urbana'' para Barcelona basado en los ejes diagonales del Plan Cerdá del siglo XIX, que están retorcidos en ''fragmentos sesgados e interconectados''.: 50 |
|        | 1989      | Tokyo Forum                                                  | Tokio                         | Japón          | No realizado          | Diseño para un Centro Cultural municipal, basado en un "vacío - un contenedor de vidrio - del cual se ahuecan dramáticamente pequeños vacíos y que alberga las áreas culturales y de conferencias del edificio.: 518 |
|        | 1990      | Hafenstrasse development                                     | Hamburgo, Hafenstraße         | Alemania       | No realizado          | Proyecto de desarrollo de uso mixto en una hilera de casas en el dique del Elba, con losas angulosas y semitransparentes en pilares.: 52–53 |
|        | 1989–90   | Moonsoon                                                     | Sapporo                       | Japón          | Construido            | Diseño interior de un restaurante con mesas como ''fragmentos afilados de hielo" y un ''sofá biomórfico de plasma.: 56 |
|        | 1989-1993 | Zollhof 3 Media Park                                         | Düsseldorf                    | Alemania       |                       | [ 33 ] |
|        | 1990      | Folly 3                                                      | Osaka                         | Japón          | Construido            | Una folie (capricho) en los terrenos de la feria de la Expo '90, una "serie de elementos comprimidos y fundidos para expandirse en el paisaje y refractar el movimiento peatonal". Hadid describe la escultura como un "experimento a media escala para la Estación de Bomberos de Vitra".: 60 |
|        | 1993      | Remodelación del Puerto de Rheinau                           | Colonia                       | Alemania       |                       | [ 33 ] |
|        | 1994      | Estación de Bomberos Vitra                                   | Weil am Rhein                 | Alemania       | Construido            | |
|        | 1995      | Cardiff Bay Opera House                                      | Cardiff, Gales                | Reino Unido    | No realizado          | |
|        | 1996-1999 | Landscape Formation One (LF One)                             | Weil am Rhein                 | Alemania       |                       | [ 33 ] |
|        | 1998-2000 | Mind Zone en Millennium Dome                                 | Londres                       | Reino Unido    |                       | [ 33 ] |
|        | 1999      | Ampliación del Museo Nacional Centro de Arte Reina Sofía     | Madrid                        | España         |                       | [ 33 ] |
|        | 1999      | Museo para la Colección Real                                 | Madrid                        | España         |                       | [ 33 ] |
|        | 1999      | Museo de Arte                                                | Graz                          | Austria        |                       | [ 33 ] |
|        | 2000      | Serpentine Gallery Pavilion                                  | Londres                       | Reino Unido    | Construcción temporal | |
|        | 2001      | Biblioteca Nacional de Quebec                                | Montreal                      | Canadá         |                       | [ 33 ] |
|        | 2013      | Serpentine Sackler Gallery                                   | Londres                       | Reino Unido    | Construido            | |
|        | 2001      | Hoenheim-North Terminus & Car Park                           | Hoenheim                      | Francia        | Construido            | |
|        | 2001-2021 | One-North Masterplan                                         | Singapur                      | Singapur       | En curso              | |
|        | 2002      | Bergisel Ski Jump                                            | Innsbruck                     | Austria        | Construido            | |
|        | 2003      | Centro de Arte Contemporáneo Rosenthal                       | Cincinnati, Ohio              | Estados Unidos | Construido            | |
|        | 2001-05   | Ampliación del Ordrupgaard Museum                            | Copenhague                    | Dinamarca      | Construido            | |
|        | 2003-2005 | Hotel Puerta América                                         | Madrid                        | España         | Construido            | [ 33 ] |
|        | 2005      | BMW Central Building                                         | Leipzig                       | Alemania       | Construido            | |
|        | 2005      | Phaeno Science Center                                        | Wolfsburgo                    | Alemania       | Construido            | |
|        | 2006      | Szervita Square Tower                                        | Budapest                      | Hungría        | No realizado          | |
|        | 2006      | Kartal-Pendik Waterfront Regeneration Masterplan             | Estambul                      | Turquía        | No realizado          | |
|        | 2006      | Maggie's Centres at the Victoria Hospital                    | Kirkcaldy                     | Escocia        | Construido            | |
|        | 2006      | Teatro de la Ópera y Centro Cultural                         | Dubái                         | EAU            |                       | [ 33 ] |
|        | 2006      | Museo de Arte Contemporáneo                                  | Cagliari                      | Italia         |                       | [ 33 ] |
|        | 2006      | Expocenter Towers                                            | Moscú                         | Rusia          |                       | [ 33 ] |
|        | 2006      | Signature Towers                                             | Dubái                         | EAU            |                       | [ 33 ] |
|        | 2001-2006 | Tondonia Winery Pavilion                                     | Haro                          | España         | Construido            | |
|        | 2007      | Eleftheria Square redesign                                   | Nicosia                       | Chipre         | En espera             | |
|        | 2007      | Estaciones Hungerburgbahn                                    | Innsbruck                     | Austria        | Construido            | |
|        | 2007      | Mercado Financiero de Dubái                                  | Dubái                         | EAU            |                       | [ 33 ] |
|        | 2007      | Palacio de la Justicia                                       | Madrid                        | España         |                       | [ 33 ] |
|        | 2007      | Circuito Internacional de Baréin                             | Manama                        | Baréin         |                       | [ 33 ] |
|        | 2007      | Museo del Mediterráneo                                       | Regio de Calabria             | Italia         |                       | [ 33 ] |
|        | 2007      | Broad Art Museum                                             | East Lansing                  | Estados Unidos |                       | [ 33 ] |
|        | 2007-2008 | Mobile Art, pabellón itinerante de Chanel                    | Nueva York                    | Estados Unidos |                       | [ 33 ] |
|        | 2008      | Vilnius Guggenheim Hermitage Museum                          | Vilna                         | Lituania       | No realizado          | La iniciativa no se llevó a cabo debido a las acusaciones de malversación de fondos. Se realizó una auditoría que descubrió que los fondos destinados para el proyecto se desviaron hacia el Jonas Mekas Visual Arts Center. Se consideró trasladar el proyecto de Hadid a Helsinki, Finlandia. |
|        | 2008      | Pabellón Puente de la Exposición Internacional Zaragoza 2008 | Zaragoza                      | España         | Construido            | |
|        | 2009      | J. S. Bach Pavilion                                          | Mánchester                    | Reino Unido    | Construido            | Para el Festival Internacional de Mánchester. |
|        | 2009      | Burnham Pavillion                                            | Chicago                       | Estados Unidos | Construido            | Pabellón temporario en el Chicago Millennium Park |
|        | 2005-2010 | CMA CGM Tower                                                | Marsella                      | Francia        | Construido            | |
|        | 1998-2010 | MAXXI - Museo nazionale delle arti del XXI secolo            | Roma                          | Italia         | Construido            | Ganador del Premio Stirling 2010 |
|        | 2004-2010 | Oficinas Centrales del EuskoTren                             | Durango                       | España         |                       | [ 33 ] |
|        | 2005-2010 | Palacio de la Ópera de Cantón                                | Cantón                        | China          | Construido            | |
|        | 2006-2010 | Evelyn Grace Academy                                         | Brixton, Londres              | Reino Unido    | Construido            | Ganador del Premio Stirling 2011 |
|        | 2006-2010 | Biblioteca de la Universidad de Sevilla                      | Sevilla                       | España         |                       | [ 33 ] |
|        | 2006-2010 | Edificio Campus                                              | Barcelona                     | España         |                       | [ 33 ] |
|        | 2006-2010 | Residencia Capital Hill                                      | Moscú                         | Rusia          |                       | [ 33 ] |
|        | 2007-2010 | Sheikh Zayed Bridge                                          | Abu Dhabi                     | EAU            | Construido            | |
|        | 2008-2011 | Centro Acuático de Londres                                   | Londres                       | Reino Unido    | Construido            | |
|        | 2007-2011 | Riverside Museum                                             | Glasgow                       | Reino Unido    | Construido            | |
|        | 2007-2011 | Innovation Tower en Universidad Politécnica de Hong Kong.    | Hong Kong                     | China          |                       | [ 33 ] |
|        | 2007-2011 | Museo de Vilna                                               | Vilna                         | Lituania       |                       | [ 33 ] |
|        | 2007-2012 | Heydar Aliyev Cultural Center                                | Bakú                          | Azerbaiyán     | Construido            | |
|        | 2007-2012 | Lilium Tower                                                 | Varsovia                      | Polonia        |                       | [ 33 ] |
|        | 2007-2012 | . Museo de Arte Contemporáneo de Baréin                      | Al Muharraq                   | Baréin         |                       | [ 33 ] |
|        | 2002-2012 | Edificio Pierresvives                                        | Montpellier                   | Francia        | Construido            | |
|        | 2014-2017 | 520 West 28th Street, (Zaha Hadid Building)                  | Nueva York                    | Estados Unidos | Construido            | Bloque residencial de 11 pisos de altura y 39 viviendas ubicado en el barrio neoyorkino de Chelasea, junto al parque del High Line. |
|        | 2004-2014 | Citylife Milan                                               | Milán                         | Italia         |                       | [ 33 ] |
|        | 2003-2016 | Estación de Nápoles Afragola                                 | Afragola, Nápoles             | Italia         | Construido            | |
|        | 2005-2016 | Terminal marítima de Salerno                                 | Salerno                       | Italia         | Construido            | |
|        | 2007-2013 | Dongdaemun Design Plaza & Park                               | Dongdaemun, Seúl              | Corea del Sur  | En curso              | |
|        | 2009-2014 | Wangjing SOHO                                                | Pekín                         | China          | Construido            | Se trata de un complejo de tres rascacielos con forma de guijarro que contienen oficinas y un centro comercial. Está situado entre el Aeropuerto Internacional de Pekín-Centro y el centro de la ciudad. |
|        | 2016      | Havenhuis                                                    | Amberes                       | Bélgica        | Construido            | |
|        | 2010-2019 | Gran Teatro de Rabat                                         | Rabat                         | Marruecos      | Construido            | |
|        | 2014-2019 | Aeropuerto Internacional de Pekín-Daxing                     | Daxing                        | China          | Construido            | [ 46 ] |
|        | 2014-2019 | Estadio Al Janoub                                            | Al Wakrah                     | Catar          | Construido            | Estadio diseñado para el Mundial 2022. |
|        | 2007-2020 | Torre de Oficinas Opus                                       | Dubái                         | EAU            | Construido            | [ 33 ] |